# Gralewo (województwo wielkopolskie)
Gralewo – wieś sołecka w Polsce położona w województwie wielkopolskim, w powiecie międzychodzkim, w gminie Międzychód.

## Historia
Miejscowość pierwotnie związana była z Wielkopolską. Ma metrykę średniowieczną i istnieje co najmniej od XV wieku. Wymieniona pierwszy raz w 1408 jako własność klasztoru cystersów w Paradyżu oraz później w dokumencie zapisanym po łacinie z 1416 jako „Gralewo”, w 1421 „Kralewo”, w 1499 „Gralyewo”. W 1885 nazwa zapisana jako „Gralowo” .
Wieś wspominały historyczne dokumenty prawne, własnościowe i podatkowe. Miejscowość była wsią szlachecką. W 1408 wieś odnotowana jako własność klasztoru w Paradyżu. W zachowanym dokumencie opat klasztoru daje Dobrogostowi z Prusimia, synowi Stanisława Koleńskiego pochodzącego z Kolna wsie Mnichy, Gralewo i inne w zamian za Rogaczewo Wielkie oraz 150 grzywien groszy praskich pod warunkiem, że król wyrazi zgodę na tę zamianę. W 1416 dokumenty sądowe odnotowały spór między klasztorem paradyskim a Pietraszem Urbanowskim z Lewic o 13 kopców granicznych między Gralewem, a Lewicami oraz nielegalne zbudowanie na gruntach klasztornych młyna stojącego na rzece Kamionka w okolicy wsi. Spór wygrał szlachcic Pietrasz. W 1418 toczy się kolejny spór sądowy opata paradyskiego, który był właścicielem Gralewa i Miłostowa, oraz szlachcicami Piotr Urbanowskim z Lewic, Tyfanem i Bietką z Tuczępów o 13 kopców granicznych między Miłostowem, Lewicami i Gralewem, a także o młyny na rzece Kamionka. W wyniku tego sporu opole zobowiązano do ustalenia granice między tymi dziedzinami .
W 1425 Dobrogost Koleński z Prusimia oznajmił, że opat z Paradyża dał mu dożywotnio połowę dochodów ze wsi Gralewo, Miłostowa i Przeradza pod warunkiem obrony dóbr klasztornych i ponoszenia połowy nakładów tam, gdzie pobiera te dochody. Zobowiązał się również, że tych uprawnień nie odstąpi innej osobie oraz, że nie przyjmie od króla pozwolenia, aby po śmierci jego synowie mogli dziedziczyć te dochody. W 1435 opat z Paradyża dał Dobrogostowi Koleńskiemu w dożywotnie użytkowanie połowę Gralewa i Miłostowa, a Dobrogost zobowiązał się, że po swej śmierci te nabytki odda klasztorowi .
W 1435 wieś należała do powiatu poznańskiego Korony Królestwa Polskiego. W 1475 odnotowany został młyn Małoszewski w okolicy wsi. W 1546 Jan Bylęcki z Gralewa pozwał Mikołaja Mniskiego o odnowienie granic między wsiami Mnichy i Gralewem, podając przy tym opis granicy: kopiec narożny w pobliżu Hamrzyska i łąki dzieliły Kamionnę, Mnichy oraz Gralewo. Granica między Gralewem oraz Mnichami biegła strugą Kamionką aż do miejsca narożnego, które rozdzielało Gralewo, Tuczępy oraz Mnichy w pobliżu młyna nazywanego Tuczępski. W 1508 miejscowość należała do parafii Kamionna .
W 1580 miejscowość położona była w powiecie poznańskim województwa poznańskiego w Rzeczypospolitej Obojga Narodów.
W okresie Wielkiego Księstwa Poznańskiego (1815-1848) miejscowość wzmiankowana jako Grolewo należała do wsi większych w ówczesnym pruskim powiecie Międzyrzecz w rejencji poznańskiej. Grolewo należało do okręgu kwileckiego tego powiatu i stanowiło część majątku Mnichy, którego właścicielem był wówczas Rissman. Według spisu urzędowego z 1837 roku wieś liczyła 160 mieszkańców, którzy zamieszkiwali 16 dymów (domostw). Wzmiankowana była również Grolewska papiernia młyn (2 domy, 11 mieszk.).
W latach 1975–1998 miejscowość administracyjnie należała do województwa gorzowskiego.